# Мариана (картина Россетти)
«Мариана» — картина английского художника-прерафаэлита Данте Габриэля Россетти, созданная в 1870 году. На данный момент картина находится в собрании Абердинской художественной галереи.
Сюжет картины основан на пьесе Шекспира «Мера за меру», героиня Мариана должна была выйти замуж за персонажа по имени Анджело, но была отвергнута, так как её приданое оказалось утеряно в результате кораблекрушения. В 1850 году свой образ Марианы (также в голубом платье) создал Джон Эверетт Милле. Натурщицей для образа Марианы стала Джейн Моррис. На картине Мариана отвлеклась от вышивки, заслушавшись песней пажа. Строки из этой песни Take, O take those lips away… были написаны на нижней части рамы. Для образа пажа позировал Вилли Грэм, сын будущего владельца картины Уильяма Грэма.
Художник начал работу над картиной в апреле 1870 года в коттедже Барбары Бодичон в Робертсбридже. В письме к Бодичон от 14 апреля 1870 года он заявил, что пишет свой лучший портрет миссис Моррис из созданных им. Два пастельных эскиза были сделаны в 1868 году, один из них сейчас находится в собрании Метрополитен-музея. В 1868 время Россетти начал писать похожий по композиции и цветовой гамме портрет «Миссис Уильям Моррис». Уильям Грэм хотел заказать для себя у Россетти копию этого портрета; художник отказался, но в качестве компромисса создал для него «Мариану».